# Барчев
Барчев (пол. Barczew) — село в Польщі, у гміні Бжезньо Серадзького повіту Лодзинського воєводства.
Населення — 268 осіб (2011).
У 1975-1998 роках село належало до Серадзького воєводства.

## Демографія
Демографічна структура станом на 31 березня 2011 року:
|          | Загалом | Допрацездатний вік | Працездатний вік | Постпрацездатний вік |
| -------- | ------- | ------------------ | ---------------- | -------------------- |
| Чоловіки | 137     | 24                 | 98               | 15                   |
| Жінки    | 131     | 24                 | 68               | 39                   |
| Разом    | 268     | 48                 | 166              | 54                   |